# XCB
XCB (X protocol C-language Binding, реализация X-протокола для языка C) — библиотека языка программирования Си, реализующая клиентскую часть протокола X11 для X Window System. Является свободным программным обеспечением (распространяется под лицензией MIT). Проект был основан в 2001 году Бартом Меси (Bart Massey) с целью замены Xlib.

## Пример
```
/* Simple XCB application drawing a box in a window */

 

#include
 
<xcb/xcb.h>

#include
 
<stdio.h>

#include
 
<stdlib.h>

int
 
main
(
void
)

{

  
xcb_connection_t
    
*
c
;

  
xcb_screen_t
        
*
s
;

  
xcb_window_t
         
w
;

  
xcb_gcontext_t
       
g
;

  
xcb_generic_event_t
 
*
e
;

  
uint32_t
             
mask
;

  
uint32_t
             
values
[
2
];

  
int
                  
done
 
=
 
0
;

  
xcb_rectangle_t
      
r
 
=
 
{
 
20
,
 
20
,
 
60
,
 
60
 
};

 

                        
/* открыть соединение с сервером */

  
c
 
=
 
xcb_connect
(
NULL
,
NULL
);

  
if
 
(
xcb_connection_has_error
(
c
))
 
{

    
printf
(
"Cannot open display
\n
"
);

    
exit
(
1
);

  
}

                        
/* get the first screen */

  
s
 
=
 
xcb_setup_roots_iterator
(
 
xcb_get_setup
(
c
)
 
).
data
;

                       
/* create black graphics context */

  
g
 
=
 
xcb_generate_id
(
c
);

  
w
 
=
 
s
->
root
;

  
mask
 
=
 
XCB_GC_FOREGROUND
 
|
 
XCB_GC_GRAPHICS_EXPOSURES
;

  
values
[
0
]
 
=
 
s
->
black_pixel
;

  
values
[
1
]
 
=
 
0
;

  
xcb_create_gc
(
c
,
 
g
,
 
w
,
 
mask
,
 
values
);

 

                       
/* создать окно */

  
w
 
=
 
xcb_generate_id
(
c
);

  
mask
 
=
 
XCB_CW_BACK_PIXEL
 
|
 
XCB_CW_EVENT_MASK
;

  
values
[
0
]
 
=
 
s
->
white_pixel
;

  
values
[
1
]
 
=
 
XCB_EVENT_MASK_EXPOSURE
 
|
 
XCB_EVENT_MASK_KEY_PRESS
;

  
xcb_create_window
(
c
,
 
s
->
root_depth
,
 
w
,
 
s
->
root
,

                    
10
,
 
10
,
 
100
,
 
100
,
 
1
,

                    
XCB_WINDOW_CLASS_INPUT_OUTPUT
,
 
s
->
root_visual
,

                    
mask
,
 
values
);

 

                        
/* отобразить окно */

  
xcb_map_window
(
c
,
 
w
);

   

  
xcb_flush
(
c
);

 

                        
/* event loop */

  
while
 
(
!
done
 
&&
 
(
e
 
=
 
xcb_wait_for_event
(
c
)))
 
{

    
switch
 
(
e
->
response_type
 
&
 
~
0x80
)
 
{

    
case
 
XCB_EXPOSE
:
    
/* отрисовать или перерисовать окно */

      
xcb_poly_fill_rectangle
(
c
,
 
w
,
 
g
,
  
1
,
 
&
r
);

      
xcb_flush
(
c
);

      
break
;

    
case
 
XCB_KEY_PRESS
:
  
/* выйти по нажатию клавиши */

      
done
 
=
 
1
;

      
break
;

    
}

    
free
(
e
);

  
}

                        
/* закрыть соединение с сервером */

  
xcb_disconnect
(
c
);

  
return
 
0
;

}

```

Как видно из примера, XCB является немного более низкоуровневой библиотекой, чем Xlib.

## Логотип
Логотип XCB создан Gearóid Molloy, автором веб-комикса Neko the Kitty, и подарен проекту.